# ایستان میتسوکوشی
ایستان میتسوکوشی (انگلیسی: Isetan Mitsukoshi) شرکت خرده‌فروشی ژاپنی است، که در سال ۲۰۰۸ تأسیس شد.